# Massimiliano Gentili

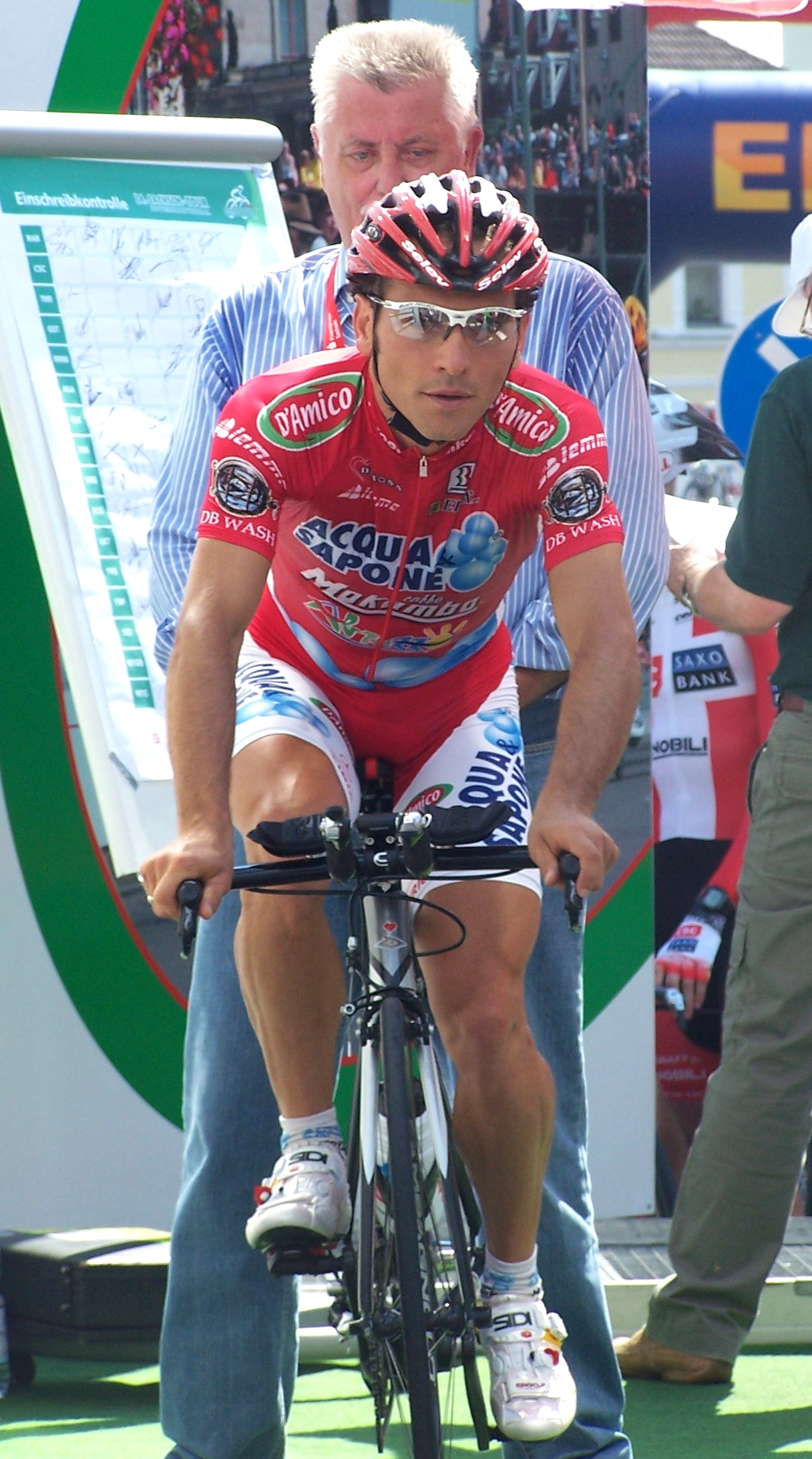
Massimiliano Gentili 2008

Massimiliano Gentili (* 16. September 1971 in Foligno) ist ein ehemaliger italienischer Radrennfahrer. 
Massimiliano Gentili begann seine Karriere 1996 bei dem italienischen Radsportteam Cantina Tollo. In seinem ersten Jahr gewann er gleich eine Etappe bei der Asturien-Rundfahrt und bei der Portugal-Rundfahrt. Im Jahr 2000 gewann er das Eintagesrennen Trofeo dello Scalatore 3 und  belegte in der Gesamtwertung der Vuelta a España den neunten Platz. Ein Jahr später wurde er beim Giro d’Italia 22. der Gesamtwertung. 2003 wechselte Gentili zu Domina Vacanze, wo er 2004 eine Etappe der Bayern-Rundfahrt gewann. Seit 2005 fährt er für die italienische Mannschaft Naturino-Sapore di Mare. In seiner ersten Saison dort war er auf einem Teilstück der Euskal Bizikleta erfolgreich.

## Erfolge
1996
- eine Etappe Asturien-Rundfahrt
- eine Etappe Portugal-Rundfahrt

2000
- Trofeo dello Scalatore 3

2004
- eine Etappe Bayern-Rundfahrt

2005
- eine Etappe Euskal Bizikleta

## Teams
- 1996 Cantina Tollo-Cobo
- 1997 Cantina Tollo
- 1998 Cantina Tollo-Alexia Allumino
- 1999 Cantina Tollo-Alexia Allumino
- 2000 Cantina Tollo
- 2001 Cantina Tollo-Acqua & Sapone
- 2002 Acqua & Sapone-Cantina Tollo
- 2003 Domina Vacanze-Elitron
- 2004 Domina Vacanze
- 2005 Naturino-Sapore di Mare
- 2006 Naturino-Sapore di Mare
- 2007 Aurum Hotels
- 2008 Acqua & Sapone
- 2009 Ceramica Flaminia
- 2010 Ceramica Flaminia